# Márkó Futács
Dans le nom hongrois Futács Márkó, le nom de famille précède le prénom, mais cet article utilise l’ordre habituel en français Márkó Futács, où le prénom précède le nom.
Márkó Futács, né le 22 février 1990, est un footballeur international hongrois. Il joue au poste d'attaquant.

## Biographie

### En club
Márkó Futács commence le football dans le club hongrois de Ferencváros TC en 2005. Il est rapidement recruter par le club français de AS Nancy pour 100 000 € en 2006 qui est impressionné par sa taille et son jeu aérien impressionnant à son âge. Il reste 3 ans dans le club lorrain qui le fait jouer en équipe jeune puis en réserve professionnelle, dès sa première saison en France il joue avec les moins de 18 ans de Nancy, il impressionne en marquant 18 buts en 21 matchs.
Mais malheureusement les dirigeants lui font pas confiance et n'entre pas dans les plans du coach de Nancy Pablo Correa, et Márkó s'impatiente et a des envies d'ailleurs.
Le 2 février 2009, il signe dans le club allemand du Werder Brême où tout d'abord il finit la saison en équipe réserve du club, il joue 9 matchs pour inscrire 4 buts. Ses dirigeants sont ravis de ses performances et l'intègre en effectif pro pour la saison 2009-10.
Il joue son premier match pro lors de la finale de Supercoupe d'Allemagne contre VfL Wolfsburg (2-1), il entre à la 60e minute à la place du bolivien Moreno. Il remporte ainsi son premier trophée.
Le 23 juillet 2010, il est prêté en deuxième division allemande dans le club du FC Ingolstadt 04.
Le 26 août 2011, il signe en Angleterre dans le club de Portsmouth FC en Championship. Il prolonge son contrat en janvier suivant.

### En équipe nationale
En 2009, Márkó participe à la Coupe du monde des moins de 20 ans en Égypte, il y dispute sept matchs pour inscrire un but contre le Ghana en demi-finales. La Hongrie terminera troisième de la Coupe du monde.
Il fait également partie du groupe des espoirs hongrois pour les qualifications du Championnat d'Europe de football espoirs 2011.

## Palmarès

### En équipe

#### En club
- Werder Brême
  - Supercoupe d'Allemagne
    - Vainqueur : 2009.

#### En sélection nationale
- Hongrie - 20 ans
  - Coupe du monde - 20 ans
    - Troisième : 2009.

## Carrière
| Saison      | Club             | Pays          | Championnat        | Coupe nationale | Coupe continentale | Sélection Hongrie |
| ----------- | ---------------- | ------------- | ------------------ | --------------- | ------------------ | ----------------- |
| 2009 - 2010 | Werder Brême     | 1. Bundesliga | -                  | 1 match         | -                  | -                 |
| 2010 - 2011 | FC Ingolstadt 04 | 2. Bundesliga | 23 matchs / 2 buts | 2 matchs        | -                  | -                 |
| 2011 - 2012 | Portsmouth FC    | Championship  | 29 matchs / 5 buts | 1 match         | -                  | -                 |

Dernière mise à jour le 24 mai 2012